# به آرامی ذوبم کن
به آرامی ذوبم کن (انگلیسی: Melting Me Softly; کره‌ای: 날 녹여주오) یک مجموعهٔ تلویزیونی کره جنوبی سال ۲۰۱۹ با بازی جی چانگ ووک، وون جین آه و یون سه آه است. این مجموعه توسط استودیو دراگون تولید شده و نویسندگی آن بر عهدهٔ بک می کیونگ از کمپانی استوری فونیکس است. به آرامی ذوبم کن از ۲۸ سپتامبر تا ۱۷ نوامبر ۲۰۱۹، روزهای شنبه و یکشنبه ساعت ۲۱:۰۰ (کی‌اس‌تی) از تی‌وی‌ان برای ۱۶ قسمت پخش شد.

## بازیگران

### اصلی
- جی چانگ ووک در نقش ما دونگ چان (۳۲/۵۲)
- وون جین آه در نقش گو می ران[۳] (۲۴/۴۴)
- یون سه آه در نقش نا ها یونگ[۴] (۴۴)

## تولید
وون جین آه و یون سه آه پیش از این مجموعه در درخشش باران (۲۰۱۷) همبازی بوده‌اند. نخستین جلسه فیلمنامه خوانی در ژوئن ۲۰۱۹ انجام شد.